# Bayview (Wisconsin)
Bayview è un comune degli Stati Uniti d'America, situato nel Wisconsin, nella contea di Bayfield.